# 松原秀樹 (養蜂家)
松原 秀樹（まつばら ひでき、1975年 - ）は、日本の養蜂家。はつはな果蜂園代表。日本で初めてITシステムで蜜蜂を育てる養蜂家として知られる。

## 経歴
広島県出身。
東京都立大学理学部生物学科卒業。
幼少期より農業に興味を持ち始めた。中学時代に山口県周防大島へ行ったときに、山の斜面のみかん畑を見て自分もしてみたいと思うようになったという。農業で生計を立てることができるかと不安になり大学卒業後は東京のIT関係の職業についた。
社会人10年目のとき、食品偽造問題などが起こり、自給自足ができないかと考え始めた。そこから農業体験などに参加し実技を学んだ。2012年より神奈川県小田原市の農家のサポートも始めた。
当初はみかんなどを育てたいと考えていたが、蜂蜜と出会い、果樹園より先に養蜂場を開くことにした。その後広島県福山市の養蜂家のもとで修行。2015年6月に独立。はつはな果蜂園を設立した。現在はセイヨウ蜜蜂をITを活用して飼養している。
2018年には、SATOMATIにゲストとして参加。
商工会青年部副部長。

## 人物
- 実家では家庭菜園に取り組んでいた[2]。
- 昆虫や植物が好きな少年だった[8]。
- 世界遺産・宮島や大野浦、江田島など5ヶ所に養蜂場を構えており、約70もの巣箱がある[2][1]。養蜂を始めて3年目に蜂蜜の収穫量が安定してきた[2]。
- 農業を始めるなら早いうちが良いと語っている[6]。
- 持続可能な養蜂業、農業を目指している[9]
- 既婚[2]。